# 瓦特佐伊

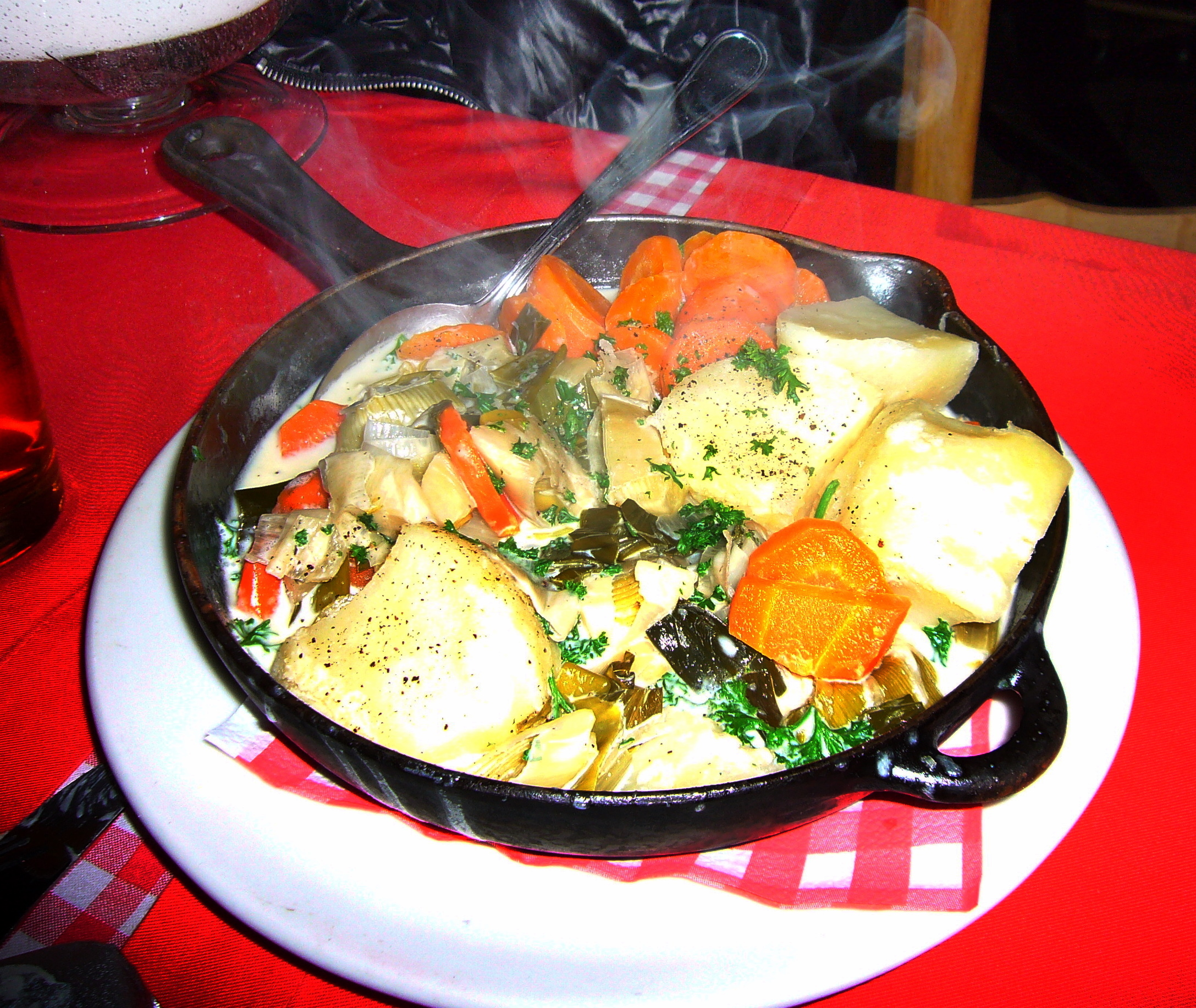
瓦特佐伊

瓦特佐伊（荷蘭語：waterzooi）是起源于比利时根特的一种炖菜，所以有时被称为根特的瓦特佐伊（Gentse Waterzooi）。瓦特佐伊的名字来源于荷兰语的“zooien”（意为“煮沸”）。

## 烹制
瓦特佐伊最早是用淡水鱼或海鱼为主料，但今日多用鸡肉，原因可能是因为根特地区的河流曾被严重污染，没有鱼类了。今日由于环境保护运动的开展，才重新开始使用鳗、狗鱼、鲤鱼和鲈鱼等为主料据说这道菜是出身根特的查理五世最喜欢的菜。
所有版本的瓦特佐伊都会在汤中加入蛋黄、奶油和味道浓郁的蔬菜肉汤。瓦特佐伊的主料是鱼肉、鸡肉或者兔肉，加入胡萝卜、洋葱、韭葱、土豆和诸如香芹、月桂叶和鼠尾草等香料共煮